# Lista siturilor arheologice din județul Sibiu - Ș
Lista siturilor arheologice din județul Sibiu - Ș conține toate siturile arheologice din județul Sibiu înscrise în Repertoriul Arheologic Național (RAN) și aflate în localități al căror nume începe cu litera Ș. RAN este administrat de Ministerul Culturii și Patrimoniului Național și cuprinde date științifice, cartografice, topografice, imagini și planuri, precum și orice alte informații privitoare la zonele cu potențial arheologic, studiate sau nu, încă existente sau dispărute.
Puteți căuta un sit din localitățile care încep cu litera Ș folosind formularul de mai jos sau puteți naviga prin toate siturile din județ la Lista siturilor arheologice din județul Sibiu.
| Cod RAN                                    | Denumire | Localitate                                              | Adresă                  | Datare                                 | Descoperit    | Coordonate                                        | Imagine           | Erori            |
| ------------------------------------------ | --- | ------------------------------------------------------- | ----------------------- | -------------------------------------- | ------------- | ------------------------------------------------- | ----------------- | ---------------- |
| 145747.01.01 (Cod LMI: SB-I-s-B-11997)     | Așezarea Latene de la Șeica Mică - "Huesen" / ansamblu anonim (Categorie: locuire civilă) (Tip: Așezare)                                       | sat Șeica Mică, comuna Șeica Mică                       | Huesen                  | geto-dacică sec. I a.Chr. - I p.Chr.   |               |                                                   | Încărcați imagine | Raportați eroare |
| 145747.02.01 (Cod LMI: SB-I-s-B-11998)     | Necropola Latene de la Șeica Mică - "La Troci" / ansamblu anonim (Categorie: descoperire funerară) (Tip: Necropolă)                            | sat Șeica Mică, comuna Șeica Mică                       | La Troci                | geto-dacică sec. I a.Chr. - I p.Chr.   |               |                                                   | Încărcați imagine | Raportați eroare |
| 145747.03.01 (Cod LMI: SB-I-m-B-11999.05)  | Situl arheologic de la Șeica Mică - "Cetate" / ansamblu anonim (Categorie: locuire) (Tip: Așezare fortificată)                                 | sat Șeica Mică, comuna Șeica Mică                       | Cetate                  |                                        | 1962          | 46°03′00″N 24°07′00″E / 46.05°N 24.11667°E        | Încărcați imagine | Raportați eroare |
| 145747.03.02 (Cod LMI: SB-I-m-B-11999.04)  | Situl arheologic de la Șeica Mică - "Cetate" / ansamblu anonim (Categorie: locuire) (Tip: Așezare fortificată)                                 | sat Șeica Mică, comuna Șeica Mică                       | Cetate                  | Mediaș - Teleac                        | 1962          | 46°03′00″N 24°07′00″E / 46.05°N 24.11667°E        | Încărcați imagine | Raportați eroare |
| 145747.03.03 (Cod LMI: SB-I-m-B-11999.03)  | Situl arheologic de la Șeica Mică - "Cetate" / ansamblu anonim (Categorie: locuire) (Tip: Fortificație)                                        | sat Șeica Mică, comuna Șeica Mică                       | Cetate                  | geto-dacică sec. I a. Chr. - I p. Chr. | 1962          | 46°03′00″N 24°07′00″E / 46.05°N 24.11667°E        | Încărcați imagine | Raportați eroare |
| 145747.03.04 (Cod LMI: SB-I-m-B-11999.02)  | Situl arheologic de la Șeica Mică - "Cetate" / ansamblu anonim (Categorie: locuire) (Tip: Locuire)                                             | sat Șeica Mică, comuna Șeica Mică                       | Cetate                  | sec. II - III p. Chr.                  | 1962          | 46°03′00″N 24°07′00″E / 46.05°N 24.11667°E        | Încărcați imagine | Raportați eroare |
| 145747.03.05 (Cod LMI: SB-I-m-B-11999.01)  | Situl arheologic de la Șeica Mică - "Cetate" / ansamblu anonim (Categorie: locuire) (Tip: Locuire)                                             | sat Șeica Mică, comuna Șeica Mică                       | Cetate                  | sec. V- VI                             | 1962          | 46°03′00″N 24°07′00″E / 46.05°N 24.11667°E        | Încărcați imagine | Raportați eroare |
| 145747.04.01 (Cod LMI: SB-I-s-B-12000)     | Mormânt de inhumație de la Șeica Mică - Progade / ansamblu anonim (Categorie: descoperire funerară) (Tip: Mormânt de inhumație)                | sat Șeica Mică, comuna Șeica Mică                       | Progade                 | Noua neprecizat                        | V. Zirra 1971 |                                                   | Încărcați imagine | Raportați eroare |
| 145747.05.01 (Cod LMI: SB-I-s-B-12001)     | Așezarea romană de la Șeica Mică - "Șesul Morii" / ansamblu anonim (Categorie: locuire civilă) (Tip: Așezare)                                  | sat Șeica Mică, comuna Șeica Mică                       | Șesul Morii             | sec. II - III                          |               |                                                   | Încărcați imagine | Raportați eroare |
| 145774.01.01 (Cod LMI: SB-I-s-B-12002)     | Fortificația de la Șura Mare - "Valea Rechgraben" / ansamblu anonim (Categorie: locuire militară) (Tip: Fortificație cu val de pământ și șanț) | sat Șura Mare, comuna Șura Mare                         | Valea Rechgraben        |                                        |               |                                                   | Încărcați imagine | Raportați eroare |
| 145774.02.01 (Cod LMI: SB-I-m-B-12003.02)  | Situl arheologic de la Șura Mare - "Râșloave" / ansamblu anonim (Categorie: locuire civilă) (Tip: Așezare)                                     | sat Șura Mare, comuna Șura Mare                         | Râșloave                |                                        |               |                                                   | Încărcați imagine | Raportați eroare |
| 145774.02.02 (Cod LMI: SB-I-s-B-12003)     | Situl arheologic de la Șura Mare - "Râșloave" / ansamblu anonim (Categorie: locuire civilă) (Tip: Locuire)                                     | sat Șura Mare, comuna Șura Mare                         | Râșloave                |                                        |               |                                                   | Încărcați imagine | Raportați eroare |
| 145774.02.03 (Cod LMI: SB-I-m-B-12003.01)  | Situl arheologic de la Șura Mare - "Râșloave" / ansamblu anonim (Categorie: locuire civilă) (Tip: Locuire)                                     | sat Șura Mare, comuna Șura Mare                         | Râșloave                | sec. XI                                |               |                                                   | Încărcați imagine | Raportați eroare |
| 145809.01.01 (Cod LMI: SB-I-m-B-12004.02)  | Situl arheologic de la Șura Mică / ansamblu anonim (Categorie: locuire civilă) (Tip: Așezare)                                                  | sat Șura Mică, comuna Șura Mică                         |                         | geto-dacică sec. I a. Chr. - I p. Chr. |               |                                                   | Încărcați imagine | Raportați eroare |
| 145809.01.02 (Cod LMI: SB-I-m-B-12004.01)  | Situl arheologic de la Șura Mică / ansamblu anonim (Categorie: locuire civilă) (Tip: Așezare)                                                  | sat Șura Mică, comuna Șura Mică                         |                         | sec. II - III                          |               |                                                   | Încărcați imagine | Raportați eroare |
| 145747.06.01                               | Așezare eneolitică la Șeica Mică - Stähling, Șesul Țapului / ansamblu anonim (Categorie: locuire civilă) (Tip: Așezare)                        | sat Șeica Mică, comuna Șeica Mică                       | Stähling, Șesul Țapului | Petrești                               |               |                                                   | Încărcați imagine | Raportați eroare |
| 144045.01                                  | Unelte eneolitice de la Șmig (Categorie: descoperire izolată) (Tip: obiect izolat)                                                             | sat Șmig, comuna Alma                                   |                         |                                        |               |                                                   | Încărcați imagine | Raportați eroare |
| 145809.02.01                               | Locuirea neolitică de la Șura Mică - "Râșloane" / ansamblu anonim (Categorie: locuire civilă) (Tip: Locuire)                                   | sat Șura Mică, comuna Șura Mică                         | Râșloane                |                                        |               |                                                   | Încărcați imagine | Raportați eroare |
| 145809.03.01                               | Situl arheologic de la Șura Mică - "Căile Galbene" / ansamblu anonim (Categorie: locuire civilă) (Tip: Așezare)                                | sat Șura Mică, comuna Șura Mică                         | Căile Galbene           | Turdaș                                 |               |                                                   | Încărcați imagine | Raportați eroare |
| 145809.03.02                               | Situl arheologic de la Șura Mică - "Căile Galbene" / ansamblu anonim (Categorie: locuire civilă) (Tip: Așezare)                                | sat Șura Mică, comuna Șura Mică                         | Căile Galbene           | Petrești                               |               |                                                   | Încărcați imagine | Raportați eroare |
| 145809.03.03                               | Situl arheologic de la Șura Mică - "Căile Galbene" / ansamblu anonim (Categorie: locuire civilă) (Tip: Așezare)                                | sat Șura Mică, comuna Șura Mică                         | Căile Galbene           | Precucuteni                            |               |                                                   | Încărcați imagine | Raportați eroare |
| 145809.04.01                               | Așezarea eneolitică de la Șura Mică - "Cimitirul Săsesc" / ansamblu anonim (Categorie: locuire civilă) (Tip: Așezare)                          | sat Șura Mică, comuna Șura Mică                         | Cimitirul Săsesc        | Petrești neprecizată                   |               |                                                   | Încărcați imagine | Raportați eroare |
| 143833.01.01                               | Cetatea sătească de la Șaroș pe Târnave / ansamblu anonim (Categorie: construcție) (Tip: Cetate sătească)                                      | localitate componentă Șaroș pe Târnave, oraș Dumbrăveni | 137                     | sec. XIV-XVI; transf. sec. XV-XIX      |               |                                                   | Încărcați imagine | Raportați eroare |
| 143833.01.02                               | Cetatea sătească de la Șaroș pe Târnave / ansamblu anonim (Categorie: construcție) (Tip: Biserică)                                             | localitate componentă Șaroș pe Târnave, oraș Dumbrăveni | 137                     | sec. XIV-XVI                           |               |                                                   | Încărcați imagine | Raportați eroare |
| 143833.01.03                               | Cetatea sătească de la Șaroș pe Târnave / ansamblu anonim (Categorie: construcție) (Tip: Fortificații)                                         | localitate componentă Șaroș pe Târnave, oraș Dumbrăveni | 137                     | 1500                                   |               |                                                   | Încărcați imagine | Raportați eroare |
| 145676.01.01 (Cod LMI: SB-II-m-B-12557)    | Biserica fortificată medievală din Șeica Mare / ansamblu anonim (Categorie: structură de cult/religioasă) (Tip: Biserică)                      | sat Șeica Mare, comuna Șeica Mare                       | 122                     | sec. XIII - XIV                        |               |                                                   | Încărcați imagine | Raportați eroare |
| 145676.01.02 (Cod LMI: SB-II-m-B-12557)    | Biserica fortificată medievală din Șeica Mare / ansamblu anonim (Categorie: structură de cult/religioasă) (Tip: Turn izolat)                   | sat Șeica Mare, comuna Șeica Mare                       | 122                     | sec. al XIX-lea                        |               |                                                   | Încărcați imagine | Raportați eroare |
| 145676.01.03 (Cod LMI: SB-II-m-B-12557)    | Biserica fortificată medievală din Șeica Mare / ansamblu anonim (Categorie: structură de cult/religioasă) (Tip: Incintă fortificată)           | sat Șeica Mare, comuna Șeica Mare                       | 122                     | sec. XVI-XVIII                         |               |                                                   | Încărcați imagine | Raportați eroare |
| 145747.07.01 (Cod LMI: SB-II-m-A-12558)    | Casa parohială din Șeica Mică / ansamblu anonim (Categorie: construcție) (Tip: Casă parohială)                                                 | sat Șeica Mică, comuna Șeica Mică                       | 64                      | sec. al XVIII-lea                      |               |                                                   | Încărcați imagine | Raportați eroare |
| 145747.09.01                               | Cetatea sătească de la Șeica Mică / ansamblu anonim (Categorie: locuire) (Tip: Cetate sătească)                                                | sat Șeica Mică, comuna Șeica Mică                       | 75                      | sec. XV - XVI                          |               |                                                   | Încărcați imagine | Raportați eroare |
| 145747.09.02                               | Cetatea sătească de la Șeica Mică / ansamblu anonim (Categorie: locuire) (Tip: Biserică)                                                       | sat Șeica Mică, comuna Șeica Mică                       | 75                      | sec. XV                                |               |                                                   | Încărcați imagine | Raportați eroare |
| 145747.09.03                               | Cetatea sătească de la Șeica Mică / ansamblu anonim (Categorie: locuire) (Tip: Fortificații)                                                   | sat Șeica Mică, comuna Șeica Mică                       | 75                      | sec. XVI                               |               |                                                   | Încărcați imagine | Raportați eroare |
| 145747.08.01 (Cod LMI: SB-II-m-B-12560)    | Casa Geiger din Șeica Mică / ansamblu anonim (Categorie: construcție) (Tip: Casă)                                                              | sat Șeica Mică, comuna Șeica Mică                       | 373                     | sec. al XVIII-lea                      |               |                                                   | Încărcați imagine | Raportați eroare |
| 143566.01.01                               | Biserica și cetatea sătească de la Șelimbăr / ansamblu anonim (Categorie: locuire) (Tip: Biserică)                                             | sat Șelimbăr, comuna Șelimbăr                           | str. Mihai Viteazul 284 | sec. XIII; transf. 1423                |               |                                                   | Încărcați imagine | Raportați eroare |
| 143566.01.01                               | Biserica și cetatea sătească de la Șelimbăr / complex anonim (Categorie: locuire) (Tip: clopotniță)                                            | sat Șelimbăr, comuna Șelimbăr                           | str. Mihai Viteazul 284 | 1804                                   |               |                                                   | Încărcați imagine | Raportați eroare |
| 143566.01.02                               | Biserica și cetatea sătească de la Șelimbăr / ansamblu anonim (Categorie: locuire) (Tip: Cetate sătească)                                      | sat Șelimbăr, comuna Șelimbăr                           | str. Mihai Viteazul 284 | ante 1507                              |               |                                                   | Încărcați imagine | Raportați eroare |
| 144143.01.01 (Cod LMI: SB-II-m-B-12563.02) | Ansamblul bisericii evanghelice fortificate de la Șoala / ansamblu anonim (Categorie: locuire) (Tip: Cetate sătească)                          | sat Șoala, comuna Axente Sever                          | 62                      | sf. sec. XV; ref. 1736                 |               |                                                   | Încărcați imagine | Raportați eroare |
| 144143.01.02 (Cod LMI: SB-II-m-B-12563.01) | Ansamblul bisericii evanghelice fortificate de la Șoala / ansamblu Biserica fostă "Sf. Ursula" (Categorie: locuire) (Tip: Biserică)            | sat Șoala, comuna Axente Sever                          | 62                      | sf. sec. XV; ref. 1832 - 1834          |               |                                                   | Încărcați imagine | Raportați eroare |
| 145774.04.01 (Cod LMI: SB-II-a-A-12565)    | Biserica fortificată de la Șura Mare / ansamblu anonim (Categorie: structură de cult/religioasă) (Tip: Fortificație)                           | sat Șura Mare, comuna Șura Mare                         | 452                     | sec. XV-XVI                            |               | 45°51′09″N 24°10′11″E / 45.8525°N 24.1697222222°E | Încărcați imagine | Raportați eroare |
| 145774.04.02 (Cod LMI: SB-II-m-A-12565.01) | Biserica fortificată de la Șura Mare / ansamblu anonim (Categorie: structură de cult/religioasă) (Tip: Biserică)                               | sat Șura Mare, comuna Șura Mare                         | 452                     | sec. al XIII-lea                       |               |                                                   | Încărcați imagine | Raportați eroare |
| 145774.04.03 (Cod LMI: SB-II-a-A-12565)    | Biserica fortificată de la Șura Mare / ansamblu anonim (Categorie: structură de cult/religioasă) (Tip: Turn)                                   | sat Șura Mare, comuna Șura Mare                         | 452                     |                                        |               | 45°51′09″N 24°10′11″E / 45.8525°N 24.1697222222°E | Încărcați imagine | Raportați eroare |
| 145774.04.04 (Cod LMI: SB-II-m-A-12565.02) | Biserica fortificată de la Șura Mare / ansamblu anonim (Categorie: structură de cult/religioasă) (Tip: Casa parohială)                         | sat Șura Mare, comuna Șura Mare                         | 452                     |                                        |               |                                                   | Încărcați imagine | Raportați eroare |
| 145774.03.01 (Cod LMI: SB-II-m-B-12566)    | Biserica de lemn "Bunavestire" / ansamblu anonim (Categorie: structură de cult/religioasă) (Tip: Biserică de lemn)                             | sat Șura Mare, comuna Șura Mare                         | str. Principală 483     | 1722                                   |               |                                                   | Încărcați imagine | Raportați eroare |
| 145809.05.01 (Cod LMI: SB-II-m-B-12567.01) | Ansamblul bisericii evanghelice fortificate din Șura Mică / ansamblu anonim (Categorie: structură de cult/religioasă) (Tip: Biserică)          | sat Șura Mică, comuna Șura Mică                         | 406                     | sf. sec. al XIII-lea                   |               |                                                   | Încărcați imagine | Raportați eroare |
| 145809.05.02 (Cod LMI: SB-II-m-B-12567.02) | Ansamblul bisericii evanghelice fortificate din Șura Mică / ansamblu anonim (Categorie: structură de cult/religioasă) (Tip: Fortificație)      | sat Șura Mică, comuna Șura Mică                         | 406                     | sec.XVI                                |               |                                                   | Încărcați imagine | Raportați eroare |
| 145676.02.01                               | Celt de bronz de la Șeica Mare - Pârâul Popii / ansamblu anonim (Categorie: descoperire izolată) (Tip: obiecte izolate)                        | sat Șeica Mare, comuna Șeica Mare                       | Pârâul Popii            |                                        |               |                                                   | Încărcați imagine | Raportați eroare |
| 143566.02.01                               | Depozit de unelte și arme din fier de epocă medievală de la Șelimbăr / ansamblu anonim (Categorie: depozit/tezaur) (Tip: Depozit)              | sat Șelimbăr, comuna Șelimbăr                           |                         | Prima jumătate a secolului al XIII-lea |               |                                                   | Încărcați imagine | Raportați eroare |
| 144045.03.01                               | Tezaurul de la Șmig - Corbul / ansamblu anonim (Categorie: depozit/tezaur) (Tip: tezaur)                                                       | sat Șmig, comuna Alma                                   | Corbul                  | Hallstatt                              | 1880          |                                                   | Încărcați imagine | Raportați eroare |
| 144447.02.01                               | Depozitul hallstattian de la Șomartin - Paro Suarez / ansamblu anonim (Categorie: depozit/tezaur) (Tip: Depozit)                               | sat Șomartin, comuna Bruiu                              | Paro Suarez             | Șomartin-Vetiș - Ha B3 sec. VIII î.Hr. | 1887          |                                                   | Încărcați imagine | Raportați eroare |
| 145774.05.01                               | Așezarea paleolitică în aer liber de la Șura Mare - Șarba-Saivane / ansamblu anonim (Categorie: locuire) (Tip: Așezare)                        | sat Șura Mare, comuna Șura Mare                         | Șarba-Saivane           |                                        | 1972-1974     |                                                   | Încărcați imagine | Raportați eroare |